# Orlando Henao Montoya
José Orlando Henao Montoya (Cartago, 5 de mayo de 1953 - Bogotá, 13 de noviembre de 1998) fue un narcotraficante y criminal colombiano. Fue uno de los fundadores del Cartel del Norte del Valle junto con Ivan Urdinola Grajales, además responsable de muchos crímenes como el del capo del Cartel de Cali, Hélmer Pacho Herrera, Henao fue asesinado por el medio hermano de éste, José Manuel Herrera.

## Trayectoria
José Orlando Henao Montoya nació en 1953 en Cartago, Valle del Cauca. Inició su actividad delictiva bajo la influencia de Gerardo Martínez, conocido con el alias "Drácula", un pionero en el tráfico de cannabis en Santa Marta.Henao Montoya fue hermano de Arcángel, Ancízar, Fernando y Lorena Henao Montoya. Antes de involucrarse en el narcotráfico, trabajó como policía durante algunos años. 
Con el tiempo, Henao Montoya desarrolló su propia organización criminal en el Valle del Cauca, destacándose por su habilidad para mantener en el anonimato al Cartel del Norte del Valle, mientras la atención pública se centraba en los carteles de Cali y Medellín. Durante años, logró sobornar a las autoridades, garantizando que su operación permaneciera en secreto.
Henao Montoya acumuló tanto poder que incluso los hermanos Rodríguez Orejuela y varios líderes del narcotráfico en Medellín y Bogotá lo consideraban una amenaza. Fue señalado como responsable de varios crímenes de alto perfil, entre ellos el asesinato de José Santacruz Londoño, líder del Cartel de Cali, el 6 de marzo de 1996. También se le atribuye el atentado contra William Rodríguez, hijo mayor del narcotraficante Miguel Rodríguez Orejuela el 25 de mayo de 1996 y del asesinato de su socio en la cúpula de la organización, Efraín Hernández, uno de sus socios en la organización, el 7 de noviembre de ese mismo año en Bogotá. Se cree que el asesinato de Efraín Hernández fue un movimiento estratégico para consolidar su liderazgo en el cartel, aunque existen otras versiones que sugieren que Efraín planeaba colaborar con la DEA y que Henao Montoya lo descubrió.

## Prisión y asesinato
Henao venía entonces asestándole fuertes golpes al Cartel de Cali, así mismo su cartel ya se había vuelto más poderoso a medida que este último declinaba. El 29 de septiembre de 1997 Henao se entregó a las autoridades y fue recluido en la cárcel La Modelo de Bogotá, en la prisión siguió comandando su poderosa organización. Luego de que el jefe de su aparato militar, Wilber Varela, fue víctima de un atentado por parte del capo Hélmer Herrera Buitrago, al principio se opuso a que Varela atentara contra este, pero al saber de la colaboración entre Hélmer Herrera y Baruch Vega, un falso intermediario de la DEA, Henao se confabuló con Wilber Varela para que este organizara el asesinato de Pacho Herrera, hecho que se llevó a cabo el 5 de noviembre de 1998. Para ese momento Herrera se encontraba recluido en el centro penitenciario de Palmira en el Valle del Cauca, el Clan Herrera en represalia por este hecho ordenaría asesinar al jefe máximo del Cartel del Norte del Valle, Orlando Henao Montoya. Henao subestimó la capacidad de su compañero de prisión, José Manuel Herrera Moncada alias El invalido, medio hermano de Pacho. El 13 de noviembre, una semana después de la muerte de Pacho Herrera, Henao Montoya sería asesinado por José Manuel en la Cárcel La Modelo de Bogotá.

## En la cultura popular
En la serie El cartel de los sapos del Canal Caracol estrenada en 2008 es interpretado por el actor Fernando Solórzano.
En la serie El Cartel de los Sapos: el origen del Canal Caracol estrenada en 2021 es interpretado por Quique Mendoza.